# むつ警察署
むつ警察署（むつけいさつしょ）は、青森県警察が管轄する警察署の一つである。

## 管轄区域
- むつ市
- 下北郡東通村

## 所在地
- 青森県むつ市中央一丁目19番1号

## 沿革
- 1875年 - 第六大区警察出張所として発足
- 1877年 - 野辺地警察署に吸収され、田名部、川内、大畑、泊に警察分署が設置される
- 1878年 - 田名部警察分署が田名部警察署に昇格
- 1948年 - 旧警察法の施行により、各町に自治体警察が設置され、国家警察として「下北地区警察署」が設置される
- 1951年 - 警察制度再編成により「下北地区警察署」が「田名部地区警察署」に改称
- 1954年 - 現行警察法施行により「田名部警察署」に改称
- 1959年 - 大湊町と田名部町の合併により「大湊田名部警察署」と改称
- 1960年 - 市名変更により「むつ警察署」に改称
- 2013年
  - 9月2日 - 新庁舎へ移転。
  - 10月1日 - 下北地域では初の運転免許試験場を併設し、免許の即日交付が可能となる。

## 組織
- 警務課
  - 警務係
  - 広聴・相談係
  - 犯罪被害者支援係
  - 留置管理係
- 会計課
  - 会計係
- 生活安全課
  - 生活安全係
- 地域課
  - 地域係
  - 自動車警ら係
- 刑事課
  - 刑事第一係
  - 刑事第二係
  - 鑑識係
- 交通課
  - 指導取締係
  - 事故捜査係
  - 規制係
  - 免許係
- 警備課
  - 警備係

## 交番・駐在所
括弧内は所在地を表す。

### むつ市
- 大湊交番（むつ市大湊新町7-17）
- 下北駅前交番（むつ市下北2-33）
- 田名部交番（むつ市田名部10-11）
- 大畑警察官駐在所（むつ市大畑町中島108-73）
- 川内警察官駐在所（むつ市川内町川内82-3）
- 関根警察官駐在所（むつ市大字関根字北関根44-２）
- 近川警察官駐在所（むつ市大字中野沢大近川18-22）
- 脇野沢警察官駐在所（むつ市脇野沢本村23）

### 東通村
- 岩屋警察官駐在所（下北郡東通村大字岩屋字往来172）
- 白糠警察官駐在所（下北郡東通村大字白糠字前田44-192）
- 砂子又警察官駐在所（下北郡東通村大字砂子又字高山5-5）

## 補足
- むつ警察署のホームページのマスコットキャラには、シャーマンキングの登場人物である恐山アンナが選ばれた。
- これにより、むつ警察署のホームページは警察署としては異例のアクセス数を誇る。